# Roberto Payán (kommun i Colombia)
Roberto Payán är en kommun i Colombia.   Den ligger i departementet Nariño, i den västra delen av landet, 600 km sydväst om huvudstaden Bogotá. Antalet invånare är 16 892.